# Staatsverschuldung
Als Staatsverschuldung bezeichnet man die zusammengefassten Schulden eines Staates, also die Verbindlichkeiten des Staates gegenüber Dritten. Die Staatsverschuldung wird in der Regel brutto ausgewiesen, das heißt, die Verbindlichkeiten des Staates werden nicht mit seinem Staatsvermögen (oder Teilen hiervon) saldiert.
Nach Eurostat ist der öffentliche Schuldenstand im Vertrag von Maastricht definiert als nominaler Brutto-Gesamtschuldenstand des Staatssektors nach Konsolidierung, also Verrechnung von Forderungen und Verbindlichkeiten innerhalb des Staatssektors. Der Staatssektor umfasst Zentralstaat und Extrahaushalte, Länder, Gemeinden und Sozialversicherung. Für EU-Mitglieder (und hier insbesondere Mitglieder des Euro-Systems) gilt gemäß den Maastrichter Konvergenzkriterien, dass der öffentliche Schuldenstand im Verhältnis zum nominalen Bruttoinlandsprodukt (die sogenannte Schuldenquote) einen Wert von 60 % nicht überschreiten soll.

## Allgemeines
Die Staatsverschuldung ist nicht nur ein Erkenntnisobjekt der Volkswirtschaftslehre, sondern beschäftigt auch die Wirtschaftsethik, Rechtswissenschaft, Politikwissenschaft oder Öffentliche Betriebswirtschaftslehre. Als eines der Erkenntnisobjekte der Volkswirtschaftslehre befasst sich diese mit der Rolle des Wirtschaftssubjektes Staat als Schuldner. Geraten im Staatshaushalt die Staatseinnahmen und Staatsausgaben in ein Ungleichgewicht und führen zu einem Haushaltsdefizit, so kann dieses nur durch die Kreditaufnahme (etwa über Staatsanleihen) ausgeglichen werden, wenn entsprechende Kürzungen der Staatsausgaben kurzfristig nicht möglich und Steigerungen der Staatseinnahmen kurzfristig nicht zu erwarten sind. Als Staatsschulden gelten in Deutschland „alle in Geld zu erfüllenden Verpflichtungen des Bundes, soweit sie nicht der laufenden Haushaltswirtschaft angehören. Ausgenommen sind daher die im Rahmen der Kassen- und Haushaltsführung abzuwickelnden Verbindlichkeiten“.

## Geschichte
Die Staatsverschuldung verursachte in ihrer bis auf das Römische Reich zurückzuverfolgenden Geschichte immer wieder Krisen der Staatsfinanzen. Während des römischen Reichs nahmen Regierungen jedoch nur ausnahmsweise Schulden auf, im Mittelalter hingegen begann die Hochphase der Staatsverschuldung. Insbesondere Kriegsausgaben trieben die Staatsschulden in die Höhe. Bereits im 12. Jahrhundert entwickelte sich der öffentliche Kredit, als im Jahre 1121 der italienische Stadtstaat Genua Darlehen von Bankiers zu einem Kreditzins von 25 % erhielt, der 1169 sogar auf 100 % anstieg. Eduard III. nahm im Mai 1340 einen Staatskredit von einem Konsortium der Hanse gegen Verpfändung der Wollzölle aller englischen Häfen auf. Der Gründung eines Marktes für Staatsschulden in Florenz im Jahre 1345 ging der Staatsbankrott der Stadt voraus. Spanien wandelte 1557 krisenbedingt seine Staatskredite einseitig in Staatsanleihen um und trieb dadurch mehrere Banken in den Konkurs. Philipp II. erklärte am 29. November 1596 den Staatsbankrott Spaniens wegen übermäßiger Zinszahlungen und stellte die Zahlungen ein.
Der Merkantilismus stand spätestens seit 1689 wegen seiner positiven und umfassenden Einstellung zur Staatstätigkeit der Staatsverschuldung positiv gegenüber und betrieb eine systematische langfristige Staatsverschuldung. Die merkantilistische Lehre verstand die Kreditaufnahme als legitimes staatliches Deckungsmittel, weil die auf Expansion ausgerichtete Wirtschaftspolitik nur mit Hilfe von Krediten zu finanzieren war. Merkantilist Jean Bodin zählte 1583 zwar den Staatskredit nicht zu seinen sieben Quellen der Staatseinnahmen, auch wenn er den öffentlichen Kredit im Zusammenhang mit den Staatsschulden behandelte. Bereits Veit Ludwig von Seckendorff als Vertreter des Kameralismus – der deutschen Version des Merkantilismus – hielt 1655 den Staatskredit bei „richtigem Gebrauch“, nicht jedoch bei „chronischer Defizitwirtschaft“ für angebracht und trat für geordnete Staatsfinanzen ein. Er lehnte die Staatsanleihe nicht völlig ab. Der französische Theologe Jean-François Melon de Pradou behauptete 1734, dass die Schulden des Staats die Schulden der rechten Hand in die linke Hand seien, wobei der dazugehörige Körper dadurch überhaupt nicht geschwächt wird (französisch les dettes d’un Etat sont des dettes de la main droite à la main gauche, dont les corps ne se trouvera point affaibli).
Die Physiokraten wandten sich vom schuldenfreundlichen Merkantilismus ab und bezogen die Gegenposition. In der Folge kam David Humes Staatsschulden-Pessimismus im Jahre 1752 zum Ausdruck, denn „entweder die Nation muss die Staatsschulden vernichten oder die Staatsschulden werden die Nation vernichten“ (englisch either the nation must destroy public credit, or public credit will destroy the nation). Auch bei den klassischen Ökonomen gab es eine Abkehr von der merkantilistischen Schuldenpolitik. Für Adam Smith unterstützte der Staat mit seinen Schulden nur unproduktive Arbeit, wie er 1776 in seinem Buch Der Wohlstand der Nationen schildert. Er gilt als Begründer des Crowding-out, durch das private Nachfrage durch staatliche kreditfinanzierte Nachfrage verdrängt werde, weil der Staat durch sein zinsunempfindliches Verhalten private Marktteilnehmer vom Kapitalmarkt und Gütermarkt verdränge. „Die enorme Zunahme der Staatsverschuldung, die gegenwärtig alle größeren Staaten erdrückt und wahrscheinlich ihren Ruin herbeiführen wird, ist überall von gleicher Gestalt“. Am 6. September 1789 schrieb der spätere US-Präsident Thomas Jefferson an James Madison: „Keine Generation darf mehr Schulden aufnehmen, als sie während der Zeit ihrer Existenz zurückzahlen kann“ (englisch Then no generation can contract debts greater then maybe paid during the course of it’s own existance). Immanuel Kant forderte in seiner Schrift Zum ewigen Frieden vom September 1795, „es sollen keine Staatsschulden in Beziehung auf äußere Staatshändel gemacht werden“, weil er im Staatskredit die Ursache für Kriege sah. Denn Staaten könnten mit dem Kredit Kriege führen und Staaten, die durch Kredit bankrottgingen, würden besiegt werden.
David Ricardo sah 1817 in Staatsschulden die schrecklichste Geißel, die je zur Plage der Nationen erfunden wurde. Er lieferte eine kreislauftheoretische Erklärung für die Äquivalenz von Steuer- und Kreditfinanzierung, da die vom Staat zu bezahlenden Kreditzinsen durch Steuern finanziert werden, denn die Steuer „geht nur von denen, die sie bezahlen, auf diejenigen über, die sie empfangen, d. h. vom Steuerzahler zum Staatsgläubiger“. Im Königreich Preußen stand die Frage der Staatsverschuldung durch das 1820 eingeführte Staatsschuldengesetz in engem Zusammenhang mit der Beteiligung von Volksvertretern an den Staatsangelegenheiten und förderte die Entstehung des Parlamentarismus.
Die Nichtigkeit von Staatsschulden (Repudiation) tauchte erstmals im Mai 1841 als Folge der Baumwollkrise von 1839 in Mississippi auf, weil die betroffene Staatsanleihe parlamentarisch nicht genehmigt worden sei. In Deutschland hielt Friedrich List 1841 das Staatskreditsystem für eine „der schönsten Schöpfungen der neueren Staatskunst und ein Segen für die Nationen“. Jahre später bezeichnete Karl Marx 1867 die Ansicht, dass ein Volk mit zunehmender Staatsverschuldung reicher würde, als „Credo des Kapitals“, er und weitere Sozialisten waren der Ansicht bei Staatsschulden handle es sich nur um ein Instrument zur Akkumulation von Privatkapital. Lorenz von Stein schrieb 1875 in seinem Lehrbuch der Finanzwissenschaft: „Ein Staat ohne Staatsschuld tut entweder zu wenig für seine Zukunft oder er fordert zu viel von seiner Gegenwart“. Auch Adolph Wagner befürwortete im Jahre 1879 die Staatsverschuldung, weil der Staat investieren solle und die hieraus resultierenden Staatsausgaben zu finanzieren habe.
Die schuldenfreundlichen Vertreter übersahen jedoch die negativen Auswirkungen, die zu Moratorien oder Staatsbankrott führen konnten. Argentinien stellte den Schuldendienst zwischen 1829 und 1857 ein. Es folgte ein weiteres Moratorium im April 1987, und im Januar 2001 schließlich rief das Land den Staatsnotstand aus, verbunden mit der Zahlungsunfähigkeit für Staatsanleihen im Februar 2001. Italiens Staatshaushalt ist seit Staatsgründung im Mai 1861 fast ununterbrochen durch eine hohe Staatsverschuldung gekennzeichnet. Im Oktober 1861 kündigte Mexiko wegen der hohen Verschuldung ein Moratorium an, das Napoleon III. den Vorwand für eine französische Intervention im Dezember 1861 lieferte. Kolumbien erklärte zwischen 1820 und 1916 nicht weniger als 13 Staatsbankrotte.
John Maynard Keynes war 1936 in seinem Buch Allgemeine Theorie der Beschäftigung, des Zinses und des Geldes davon überzeugt, dass der Staat einer Rezession mit erhöhten Staatsausgaben zu Lasten einer temporären Staatsverschuldung begegnen müsse und dadurch eine Konjunkturbelebung durch antizyklisch erhöhte staatliche Nachfrage (Defizitfinanzierung, englisch Deficit spending) bewirken könne.
Nach dem Zweiten Weltkrieg nahm die Staatsverschuldung Ausmaße an, die die Ratingagenturen 1982 bewogen, die steigenden Länderrisiken mit einem Staatsrating zu bewerten. Höhere Ausmaße erreichte die Staatsverschuldung zunächst ab März 1997 in Asien (Asienkrise), dann ab Mai 1998 während der Russlandkrise und schließlich in Europa.

## Volkswirtschaftliche Bedeutung
Die Bewertung der Staatsverschuldung wird in den Wirtschaftswissenschaften kontrovers diskutiert: Während David Ricardo und viele seiner Zeitgenossen sie missbilligten, lässt sich aus keynesianischer Sicht eine vorübergehende Staatsverschuldung zur Glättung des Konjunkturverlaufs rechtfertigen. Ricardo bezeichnete sie als „die schrecklichste Geißel, die je zur Plage der Nation erfunden“ worden sei. Keynes dagegen vertrat in seiner Konjunkturtheorie die Auffassung, dass der Staat in einem konjunkturellen Abschwung durch deficit spending seine Staatsschulden temporär erhöhen sollte.

### Wirtschaftliche Grenzen
Staaten können sich nur begrenzt in Währungen verschulden, die sie nicht selbst kontrollieren, da ab einem bestimmten Verschuldungsgrad Investoren und Gläubiger an der Rückzahlungsfähigkeit zu zweifeln beginnen könnten. Die Einschätzung der Bonität kann von der Primärüberschussquote abhängen, also dem Haushaltssaldo ohne Berücksichtigung der Zinszahlungen, bezogen auf das BIP. Bei hoher Verschuldung können vergleichsweise hohe Steuereinnahmen bzw. niedrige Staatsausgaben erforderlich sein, um die Zinszahlungen finanzieren zu können. Allerdings ließ sich dieser Zusammenhang empirisch nicht in allen Fällen beobachten. In Deutschland, Japan, den USA und Italien beispielsweise beobachtete man ab den 1980ern eine gegenläufige Tendenz aus sinkendem Nominalzins auf langfristige Staatsanleihen bei steigender Staatsschuldenquote.
Ein hoch in Fremdwährung oder unabhängig kontrollierter Währung verschuldeter Staat kann in einen Teufelskreis aus immer höheren finanziellen Verpflichtungen (Zinsen und Tilgung bereits bestehender Schulden) und einem immer begrenzteren Zugang zum Finanzmarkt geraten. Dies kann mit dem Verlust der Kreditwürdigkeit oder gar mit der Zahlungsunfähigkeit des Staates (Staatsbankrott) enden.

### Monetäre Staatsfinanzierung
Verfügt ein Staat oder Staatenverbund über eine eigene Währung und ist die Notenbank – anders als in Ländern mit unabhängigen Zentralbanken – verpflichtet, die Entscheidungen der Exekutive auszuführen, kann die Regierung geldpolitische Entscheidungen treffen, also beispielsweise die Geldmenge vermindern oder erhöhen. In der Wirtschaftsgeschichte wurden häufig staatlich gesteuerte Erhöhungen der Geldmenge genutzt, um Staatsschulden zu tilgen oder Konjunktur- oder auch Rüstungsprogramme zu finanzieren, beispielsweise während der Weltwirtschaftskrise oder zu Kriegszeiten. In extremen Ausnahmesituationen, die die Existenz eines Staates bedrohen, sind Inflationsrisiken durch Geldmengenerhöhung meist unvermeidlich, so etwa in Deutschland unter dem Druck der Reparationsforderungen nach dem Ersten Weltkrieg oder zur Finanzierung von Kriegs- und Kriegsfolgekosten. Besonders auf dem eigenen Staatsgebiet können Kriege die Tilgung von Kreditschulden aus Steuereinnahmen massiv erschweren oder verunmöglichen, weil die kriegsgeschädigte Volkswirtschaft zunächst große Investitionen benötigt, aber die Bonität zur Aufnahme entsprechender Kreditvolumina fehlt.
Eine „Finanzierung über die Notenpresse“ geht in prekären Wirtschaftslagen leicht auf Kosten der Glaubwürdigkeit und Kreditwürdigkeit eines Staates. Bei Vollbeschäftigung der Bevölkerung kann erhöhte Inflation einerseits zur (u. u. gewünschten) Abwertung des Außenwertes, andererseits aber auch zur (unerwünschten) Entwertung von Geldvermögen in der betroffenen Währung führen. EU-Staaten ist die monetäre Staatsfinanzierung nach Art. 123 AEU-Vertrag untersagt, und auch außerhalb der Europäischen Union wurden Zentralbanken seit dem Zweiten Weltkrieg zunehmend als unabhängige Institutionen mit der Hauptaufgabe gestaltet, die Stabilität der Währung zu wahren.
Die Politik der Quantitativen Lockerung, die nach 2001 unter anderem von den Zentralbanken Japans, der Vereinigten Staaten und der Eurozone angewendet wurde, wird von Kritikern als eine Form der indirekten monetären Staatsfinanzierung betrachtet und abgelehnt, da sie sich kaum von verbotener direkter Staatsfinanzierung unterscheide. Zwischen 2013 und 2021 verfolgte die Geldpolitik der EZB allerdings unter anderem mit Zinsen gegen Null das Ziel, das Inflationsziel wiederzuerreichen, das in dieser Zeit wiederholt unterschritten wurde.

## Klassifizierungen der Staatsverschuldung
Die Staatsverschuldung kann unterschieden werden:

### Nach internen und externen Gläubigern
Man kann die Verschuldung eines Staates danach klassifizieren, ob die Gläubiger inländische oder ausländische Wirtschaftssubjekte (Personen, Haushalte, Banken, Firmen) sind, auch interne und externe Verschuldung genannt. Hinter dieser Klassifizierung steht der stark vereinfachende Gedanke, dass interne Schulden des Staates Schulden an sich selbst nahekommen. „Vereinfachend“ ist der Gedanke deswegen, weil nur bei einer theoretischen Gleichverteilung – also wenn ein Staat jedem seiner Bürger oder Haushalte den gleichen Betrag an Staatsverbindlichkeiten schulden würde und auch jeder Bürger oder Haushalt Steuerverbindlichkeiten in Höhe mindestens dieses gleichen Betrags an den Staat hätte – die Staatsschulden in der Art und Weise nur gegen sich selbst gerichtet wären, dass eine Konsolidierung oder Verrechnung möglich wäre und praktisch gar keine Staatsverschuldung bestünde. Eine externe Verschuldung belastet jedoch einen Staat, ohne dass der Staat diese mit seinen Bürgern oder Haushalten verrechnen könnte, weil tatsächliche Dritte die Gläubiger sind.

### Nach eigener und fremder Währung
Man kann die Verschuldung eines Staates nach der Währung klassifizieren, in der die Kapitaldienste (Zins und Tilgung) an die Gläubiger zu leisten sind. Hinter dieser Klassifizierung steht der Gedanke, ob ein Staat eventuell selbst die Währung beeinflussen kann, in der er seine Kapitaldienste zu leisten hat. Bei Schulden in einer nationalen Währung und einer hohen Abhängigkeit der nationalen Zentralbank von den Staatsregierungen wäre das der Fall. Schon bei einer Unabhängigkeit der Zentralbank nimmt dieses Beeinflussungspotential ab. Bei einer Gemeinschaftswährung wie dem Euro besteht nur ein schwacher Einfluss, während bei einer Verschuldung in einer wirklichen Drittwährung von keinem Einfluss mehr auszugehen ist.

### Nach Abgrenzung der staatlichen Schuldnerinstitutionen

Pro-Kopf-Verschuldung der Stadt- und Landkreise in Deutschland. (Ohne Bundesschulden)

Insbesondere in einem föderalen Staat kann es verschiedene Körperschaften, z. B. Bund, Länder, Städte und Gemeinden geben, die eine Verschuldung aufgenommen haben. Genauso können mit mehreren Staaten gemeinschaftlich Schulden aufgenommen werden, wie dies auch für Projekte in der EU der Fall ist. Des Weiteren ist zu unterscheiden, ob Schulden im Kernhaushalt einer Gebietskörperschaft oder in einem Extrahaushalt aufgenommen worden sind. In diesem Kontext kann differenziert werden zwischen der Staatsverschuldung der öffentlichen Kernhaushalte sowie der Staatsverschuldung des öffentlichen Gesamthaushalts (Kernhaushalte + Extrahaushalte).

### Nach unterschiedlichen Messkonzepten
Zu unterscheiden sind etwa in Europa die veröffentlichten Kreditmarktschulden der öffentlichen Haushalte in finanzstatistischer Abgrenzung, der Maastricht-Schuldenstand und der umgangssprachliche Schuldenstand. In Abhängigkeit vom praktizierten Rechnungsstil kann das angewendete Messkonzept grundsätzlich auf kameralen (Höhe der Verbindlichkeiten) oder doppischen Daten (Verbindlichkeiten + Rückstellungen) basieren. Nicht zuletzt aufgrund fehlender gesamtstaatlicher Daten können doppische Schuldenstände i. d. R. jedoch nur für einen Teil der Gebietskörperschaften bestimmt werden.

### Nach der Entstehungsursache
Hier wird zumeist nach der Finanzierung der konjunkturellen und der strukturellen Haushaltsdefizite durch Staatsverschuldung klassifiziert. Konjunkturelle Defizite halten sich per Definition langfristig mit konjunkturellen Überschüssen in der Waage, das heißt konjunkturellen Defiziten im Konjunkturabschwung stehen konjunkturelle Überschüsse im Konjunkturaufschwung gegenüber. Ist das Bruttoinlandsprodukt gleich dem Produktionspotenzial, ist also die Produktionslücke null, dann ist das konjunkturelle Defizit gemäß seiner Definition null. Im Einzelnen ist das strukturelle Defizit in Prozent des potenziellen Bruttoinlandsprodukts definiert als das Gesamtdefizit abzüglich des konjunkturellen Defizits. Das konjunkturelle Defizit ist die Produktionslücke multipliziert mit der Differenz der Elastizitäten der Staatseinnahmen und der Staatsausgaben bezüglich der automatischen Stabilisatoren. Die Unterscheidung zwischen konjunkturellem und strukturellem Staatsdefizit geht in die Regelungen zur Schuldenbremse und zum Europäischen Fiskalpakt ein.

### Nach expliziter und impliziter Staatsverschuldung
Bei der bisher dargestellten Staatsverschuldung handelt es sich um die explizite Staatsverschuldung. Das sind sämtliche aus dem Staatshaushalt unmittelbar erkennbaren Verbindlichkeiten wie etwa Staatsanleihen. Es gibt jedoch auch künftig entstehende Ausgaben und Verbindlichkeiten, die aus dem aktuellen Staatshaushalt oft nicht ersichtlich sind, jedoch spätere Haushalte belasten können oder werden (implizite Staatsverschuldung oder Schattenverschuldung). Dies betrifft insbesondere künftige Zahlungsverpflichtungen wie die Beamtenversorgung. Diese Intransparenz wird durch die Kameralistik der meisten Staatshaushalte begünstigt. Zudem wird der Substanzverzehr des Staatsvermögens nur bei der Veränderung des Kapitalvermögens abgebildet, während der weitaus größere Abschreibungsbedarf bei der öffentlichen Infrastruktur unberücksichtigt bleibt. Dagegen verlangt die Doppik, dass für künftig entstehende Ausgaben und für übernommene Eventualverbindlichkeiten unter bestimmten Voraussetzungen in der Bilanz Rückstellungen zu bilden sind.
Vor dem Hintergrund der Eurokrise warnte inzwischen die Europäische Zentralbank (EZB) vor den Folgen der Schattenverschuldung in den Euroländern. Die Garantien für andere EU-Mitgliedstaaten und eigene Kreditinstitute könnten die Schulden Deutschlands um 11,2 % auf eine Staatsschuldenquote von rund 90 % des Bruttoinlandsprodukts (BIP) anwachsen lassen.

## Kritik am Messkonzept
Kritisiert wird an den amtlichen Darstellungen der Staatsschuld, dass neben der veröffentlichten Verschuldung weitere Verbindlichkeiten existieren können, die nicht, nur begrenzt oder in anderen Zusammenhängen veröffentlicht werden, obwohl sie wirtschaftlich in vollem Umfang vom Staat zu tragen sind. Solch eine Verschuldung, die von einem staatlichen Haushalt veranlasst wird, aber nicht in diesem Haushalt (z. B. Auslagerung in Nebenhaushalte) ausgewiesen wird, wird als verdeckte Staatsverschuldung bezeichnet.
Daneben wird teils der Begriff der impliziten Staatsschuld verwendet, der vor allem künftige Pensions- und Rentenzahlungen umfasst. Bernd Raffelhüschen vertritt die Auffassung, dass die veröffentlichten Staatsschulden im Gegensatz zu dem der Privatwirtschaft auferlegten Vorsichts- und Vollständigkeitsprinzip in der Regel eine zu günstige Darstellung der tatsächlichen Verschuldungslage ergeben, da in der Messung der Staatsschuld keine zukünftigen Pensionsausgaben (als Pensionsrückstellung) ausgewiesen werden.
Staatliche Extrahaushalte und Sondervermögen werden nach dem Europäischen System Volkswirtschaftlicher Gesamtrechnungen als Teil der staatlichen Gesamthaushalte diesen zugerechnet.

## Diskurs
Die Wirkung der Staatsverschuldung auf nationale und internationale Volkswirtschaften kann an folgendem Beispiel abgelesen werden. Erreichen beispielsweise die Staatsschulden (brutto) die Höhe des Bruttoinlandsprodukts (Staatsschuldenquote mithin 100 %) und liegen – bei einem angenommenen Zinsniveau von 6 % – die Steuereinnahmen bei 33 % des Bruttoinlandsprodukts, so sind die Steuereinnahmen bereits mit 18 % Zinsaufwand belastet (Zinsdeckungsgrad). Nach dem Schuldendienst verbleiben dem Staat dann lediglich etwa 80 % der Steuereinnahmen für seine eigentlichen Aufgaben der Staatsfinanzierung. Umgekehrt kann es im Falle von Negativzinsen durch Verschuldung zu Einnahmen auf Seiten des Staates kommen.

### Finanzkrisen und Wirtschaftswachstum
Carmen Reinhart und Kenneth Rogoff argumentieren, eine hohe Staatsverschuldung erhöhe die Finanzrisiken für Gläubiger und würde die Gefahr von Finanzkrisen heraufbeschwören. Finanzkrisen seien somit das Ergebnis von zunehmender Staatsverschuldung, andererseits würden Finanzkrisen wieder zu neuer Staatsverschuldung führen. Reinhart und Rogoff sehen in hoher Staatsverschuldung somit ein Problem und argumentieren anhand empirischer Daten, dass sich eine hohe Staatsverschuldung negativ auf das Wirtschaftswachstum auswirke. In ihren Daten führte eine Staatsschuldenquote von über 90 % durchschnittlich zu einem negativen Wirtschaftswachstum. Yeva Nersisyan und L. Randall Wray widersprechen hingegen der Interpretation, wonach die Staatsschuldenquote ursächlich für das geringere Wachstum sei. Es sei lediglich eine Korrelation, aber keine Kausalität gezeigt worden. Plausibler sei es, dass ein reduziertes Wachstum einer höheren Staatsverschuldung vorausgehe, da Länder in Rezessionen dazu neigen, ihre Schuldenquote zu erhöhen, während sich ab der Erholungsphase die Schuldenquote wieder reduziere.
Thomas Herndon, Michael Ash und Robert Pollin kommen hingegen 2013 bei einer erneuten Auswertung der Rohdaten zu einem anderen Ergebnis: Länder mit einer Staatsschuldenquote von über 90 % hätten durchschnittlich ein positives Wirtschaftswachstum von 2,2 % und nicht wie von Reinhart und Rogoff behauptet von -0,1 %. Reinhart und Rogoff hätten Daten selektiv ausgewählt, unangemessen gewichtet und durch einen Fehler in der Tabellenkalkulation unvollständig ausgewertet. Dies stelle die Notwendigkeit einer rigorosen Austeritätspolitik, die in Europa und den USA auch auf Basis dieser ursprünglichen falschen Auswertung betrieben worden sei, in Frage.

### Verteilung der Schulden auf die Generationen
Kritiker einer Verschuldungspolitik argumentieren, dass durch die Staatsverschuldung die jetzige Generation auf Kosten zukünftiger Generationen lebe (Generationenbilanz). Danach seien Staatsschulden auf die Zukunft verschobene Steuererhöhungen, die dann von den „nachfolgenden Generationen zu tragen sind“.
Dieser Zusammenhang ist in der makroökonomischen Theorie als Barro-Ricardo-Äquivalenzproposition bekannt und beinhaltet als Kernaussage, dass sich das permanente Einkommen der Haushalte durch die Neuverschuldung (=Steuersenkung) nicht verändert und damit keine Auswirkung auf die Ausgaben (=Nachfrage) der Haushalte hat, da die Haushalte die zukünftigen Steuerzahlungen, die durch die gegenwärtige Verschuldung bedingt sind, schon in der Gegenwart durch Sparen antizipieren. In diesem Zusammenhang wird die Frage diskutiert, ob die vom Staat ausgegebenen Wertpapiere Vermögen darstellen oder einer laufenden Besteuerung entsprechen, da die Wirtschaftssubjekte erkennen, dass die Wertpapiere mit den zukünftigen Steuererhöhungen zurückgezahlt werden müssen. Aus diesem Grund sollte ein nicht von Ausgabenkürzungen des Staates begleiteter Anstieg des Budgetdefizits zu einem Anstieg der Sparquote in gleicher Höhe folgen.
Die keynesianischen Kritiker dieser neoklassischen Theorie argumentieren hingegen, dass eine Steuersenkung durchaus nachfragewirksam sein kann, da sie die Liquiditätsbeschränkung (Unfähigkeit zur Aufnahme von Krediten) vieler Haushalte entschärft, weil ihnen mehr liquide Mittel zur Verfügung stehen. Empirische Untersuchungen zeigen, dass die Barro-Ricardo-Äquivalenz nicht uneingeschränkt gültig sein kann, da die Anfang der 1980er Jahre in den USA durchgeführte Steuersenkung (→ Reaganomics) nicht zu einem Anstieg der Sparquote führte (die Sparquote sank von ca. neun Prozent im Jahr 1981 auf unter fünf Prozent 1990).

### Sparmaßnahmen und Rationalitätenfalle

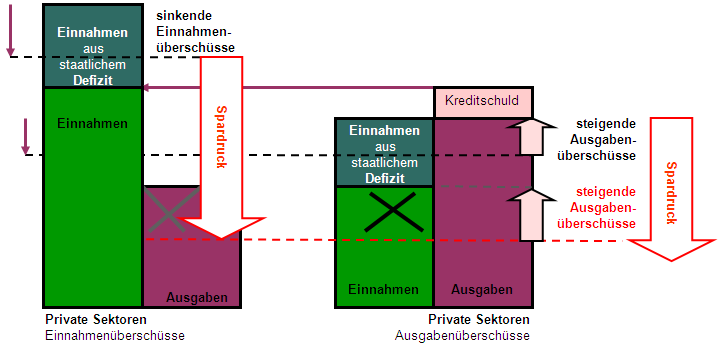
Einsparen, Ausfälle – weiter rigide Einsparungen und/oder Neuverschuldung

Die Beurteilung der Bekämpfung der Staatsverschuldung durch Sparmaßnahmen kann einer sogenannten Rationalitätenfalle unterliegen. Was auf den ersten Blick plausibel klingt und jedem Privathaushalt einleuchtet („Ich habe zu hohe Schulden, also muss ich sparen.“), kann für die Volkswirtschaft unerwartete Folgen haben: Wenn der Staat seine Ausgaben kürzt, indem er beispielsweise Transferzahlungen an die Industrie und Haushalte in Form von Förderungen und Subventionen kürzt, hat dies zwangsläufig Auswirkungen auf die Einnahmenseite des Staatshaushaltes: Auf die tatsächliche und/oder wahrgenommene Einkommensminderung der Haushalte können diese mit einer Verminderung des Konsums und einer Erhöhung der Sparneigung reagieren. Dies hat zur Folge, dass die aggregierte oder gesamtwirtschaftliche Nachfrage sinkt und zu einem sinkenden oder negativen Wirtschaftswachstum führt, wodurch sich gleichzeitig die Steuereinnahmen des Staates vermindern, was effektiv zu einem negativen Spareffekt führen kann. Die Individualrationalität (Sparen vermindert Schulden) steht somit im Konflikt zur Kollektivrationalität (Wenn alle sparen, könnte dies keine oder negative Auswirkungen auf den Staatshaushalt haben).

### Gläubiger
Die Verschuldung des Staates verteilt sich auf inländische und ausländische Gläubiger. Die Verschuldung gegenüber diesen beiden Gläubigergruppen ist unterschiedlich zu beurteilen. Während Inlandsschulden zu einer Vermögensumverteilung innerhalb der Volkswirtschaft führen (siehe Umverteilungs- und Generationenproblematik in diesem Artikel), fließt bei Zins- und Tilgungszahlungen bei Auslandsverschuldung Liquidität in eine andere Volkswirtschaft ab. Die Rückzahlung von Auslandsschulden wird der Volkswirtschaft in der Zukunft liquide Mittel zwar entziehen, jedoch lässt sich hier argumentieren, dass Staaten wie Deutschland (der deutsche Staat und die deutschen Haushalte zusammen) in globaler Sicht Netto-Gläubiger sein könnten (abhängig von der Bonität der Schuldenstaaten), weswegen ein weltweiter Schuldenabbau zu einem Zufluss an liquiden Mitteln beitragen könnte. Die Argumente der Steuererhöhung/Verteilungsproblematik und die wirtschaftstheoretisch abgestützte Warnung vor einer zu hohen Auslandsverschuldung von Netto-Schuldnerländern können somit von dem Argument der Belastung von Generationen getrennt werden.
Wenn Kreditinstitute ihrerseits das Geld bei einer Zentralbank aufnehmen, leiht mittelbar die Zentralbank dem Staat Geld.

### Verdrängung privater Investitionen
Vor allem, wenn davon ausgegangen wird, dass es einen begrenzten Vorrat an Geld oder Kredit gebe (Geldmenge) und insofern verstärkte Kapitalnachfrage das jeweilige Kapitalangebot verknappe – damit also den Preis für Kreditgewährung, den Kreditzins erhöhe – verteuere eine erhöhte Nachfrage des Staates nach „Geld“ die Finanzierungskosten der Unternehmen und verdränge deren geplante Investitionen, weshalb Wettbewerbsfähigkeit wie Wirtschaftswachstum litten.
Dieser volkswirtschaftlich-negative Effekt steigender Staatsverschuldung wird als Crowding-out-Effekt bezeichnet. Allerdings wies beispielsweise Wilhelm Lautenbach bereits 1936 darauf hin, dass wesentliche Grundannahmen zu diesem Gedankenmodell nur beschränkt Gültigkeit aufweisen.
Gibt der Staat kreditfinanzierte Mittel in großem Umfang für inländische Investitionen aus, können private Investitionen verdrängt werden, wenn (1) der Auslastungsgrad der heimischen Industrie für die Produktion der Investitionsgüter bereits sehr hoch ist und (2) kein Ersatz importiert werden kann. Selbst bei noch nicht ausgeschöpfter Produktionskapazität und der Möglichkeit von Importen kann es jedoch zu einem Crowding Out kommen, wenn höhere Preise für die Investitionsgüter private Investitionen weniger profitabel machen. Werden die Investitionen dann unterlassen, hat eine Verdrängung stattgefunden. Das Crowding Out-Argument beruht hier nicht auf einer Knappheit von Geld, sondern auf der begrenzten Produktionskapazität einer Volkswirtschaft (realwirtschaftliche Verdrängung).

### Inflationswirkungen
Um Ausgaben der Regierung zu finanzieren, besteht in Ländern mit einer nicht unabhängigen Zentralbank häufig der Anreiz, dies allein durch Geldschöpfung der Zentralbank erfolgen zu lassen. Sofern zusätzliche Geldmittel an anderer Stelle nicht wieder entzogen werden (siehe auch Bilanzverkürzung), Güterproduktion sowie -Angebot stagniert oder in Relation sogar sinkt, resultiert daraus eine Inflationstendenz. Vor allem, wenn Kriegsfinanzierung mittels Geldschöpfung durch die jeweilige Zentralbank getätigt wurde, wie dies beispielsweise durch die Reichsbank erfolgte, führte dies häufig zu Hyperinflation (siehe Deutsche Inflation 1914 bis 1923) und folgender Währungsreform (wie 1924 und 1948).
Die Wirtschaftsentwicklung Japans in den 30er Jahren zeigt dagegen auf, dass die Finanzierung der Staatsausgaben über Geldschöpfung und Ausweitung der Geldmenge auch zu einer Überwindung der Krise bei mäßiger Inflation führen kann. Die Einkommen wuchsen zwischen 1931 und 1936 um 60 Prozent, die Binnen-Inflation betrug 18 % innerhalb desselben Zeitraums, der Außenwert des Yen fiel um 40 %.
Umgekehrt kann eine zu restriktive Geldpolitik einer zu unabhängigen Zentralbank auch zu Deflation, Kreditklemme und Bankenkrise (wie zu der deutschen Bankenkrise 1931) führen.

### Keynesianische Begründung
Keynesianisch wird staatliche Verschuldung als wirtschaftspolitisches Mittel sowohl gegen Deflationen als auch zur Überwindung von Nachfragelücken gesehen. Wolfgang Stützel zeigte mit seiner volkswirtschaftlichen Saldenmechanik, wie eine umfassende Schuldentilgung durch Einnahmeüberschüsse des Staates eine aus keynesianischer Sicht entsprechende Verschuldung des privaten Sektors erzwingen würde, die mit einem negativen Keynes-Multiplikator in Krise und Deflation führt. Daher wird von verschiedenen keynesianischen Ökonomen der Staat dazu aufgefordert, sich zur Vermeidung von Rezession und Deflation langfristig zu verschulden, um dem privaten Sektor eine entsprechende Geldvermögensbildung zu ermöglichen.
Das Deficit Spending kommt für eine richtig verstandene keynesianische Politik erst nach einer Lockerung oder Aufgabe der in vielen Fällen für eine Wirtschaftskrise verantwortlichen restriktiven Geldpolitik. Vor Ausbruch der Weltwirtschaftskrise argumentierte John Maynard Keynes heftig gegen eine absehbare Deflationspolitik der Zentralbanken und gegen den Goldstandard. Im Jahr 1930 forderte Keynes von den Verantwortlichen der Zentralbanken eine expansive Geldpolitik zur Überwindung der Krise. Erst nach der Aufgabe des Goldstandards und mit dem Beginn einer expansiven Geldpolitik der Notenbanken plädierte Keynes zusätzlich für eine Politik des Deficit-Spending des Staates zur Überwindung der Massenerwerbslosigkeit, weil in einer schweren Deflation keine durchführbare Senkung der Zinsen ausreichend sein wird, die Krise zu beenden.
Nach Meinung keynesianischer Theoretiker solle der Staat eine Antizyklische Finanzpolitik betreiben: Zum Schließen einer Nachfragelücke könne der Staat mittels höherer Staatsausgaben oder mittels Steuersenkungen einen Konjunkturaufschwung herbeiführen (Deficit spending, „Anschubfinanzierung“), womit der private Konsum gefördert werden könne und die industriellen Investitionen insofern (in nachfolgender Abhängigkeit) ebenso steigen könnten. Im Gegenzug würden sich die Einkünfte und folglich die Steuereinnahmen erhöhen. Unter Umständen träte das Schuldenparadoxon ein: Die zusätzlichen Steuereinnahmen überträfen die Kosten zur Tilgung der Staatsschulden.

### Verteilungspolitische Wirkungen der Staatsverschuldung
Kontrovers diskutiert wird die verteilungspolitische Wirkung der Staatsverschuldung. Hierbei sind mehrere Aspekte zu unterscheiden:
Die Zinslast, die vom Staat durch Steuern oder Ausgabenkürzungen aufgebracht werden muss und an die Gläubiger bezahlt wird, mindert den Spielraum des Staates und verlangt somit politische Entscheidungen. Sollen die Steuern nicht erhöht werden, sinken damit die Anteile des Haushaltes, die zur Umverteilung beitragen, sofern nicht andere Ausgaben noch stärker zu deren Gunsten gekürzt werden.
Sind jedoch schuldenfinanzierte Investitionen des Staates zum Beispiel in Infrastruktur oder die zeitweise Stützung von Unternehmen sinnvoll, um nachhaltige Steuereinnahmen zu begünstigen oder zu sichern und so den oben genannten Effekt mehr als ausgleichen, steigert diese Maßnahme den Verteilungsspielraum des Staates. Diese Idee findet sich auch in den Begründungen für Konjunkturpakete in Krisenzeiten. Die Bewertung der Erfolgsaussichten der jeweiligen Maßnahmen oder deren Unterlassung ist in vielen Fällen offensichtlich schwierig und wird in Politik und Wissenschaft ausgiebig diskutiert.

### Zwillingsdefizit
Wenn in einem Land sowohl ein Haushaltsdefizit des Staates als auch ein Leistungsbilanzdefizit besteht, spricht man von einem Zwillingsdefizit. Die zunehmende Staatsverschuldung wird in dieser Situation teilweise über Auslandskredite finanziert. Dies ist nur möglich, solange die ausländischen Investoren Vertrauen darin haben, dass der Wechselkurs der Währung des Staates stabil ist. Fällt das Vertrauen weg, so ist es notwendig, entweder die Zinsen zu erhöhen oder den Inlandskonsum einzuschränken, was wiederum Auswirkungen auf das Wirtschaftswachstum hat. Im Extremfall trägt die Staatsverschuldung damit zum Entstehen von Finanzkrisen bei.

## Rechtliche Begrenzung der Staatsverschuldung
Verschiedene Länder haben in den letzten Jahren gesetzliche Begrenzungen für staatliche Neuverschuldung implementiert:
- Europäische Union: Stabilitäts- und Wachstumspakt und Fiskalpakt
- Deutschland: Schuldenbremse
- Schweiz: Schuldenbremse
- USA: Schuldenobergrenze

## Staatsverschuldung im internationalen Vergleich

Öffentliche Bruttoschuld als Prozentsatz des Bruttoinlandsprodukts (nach Daten des IWF, 2024)

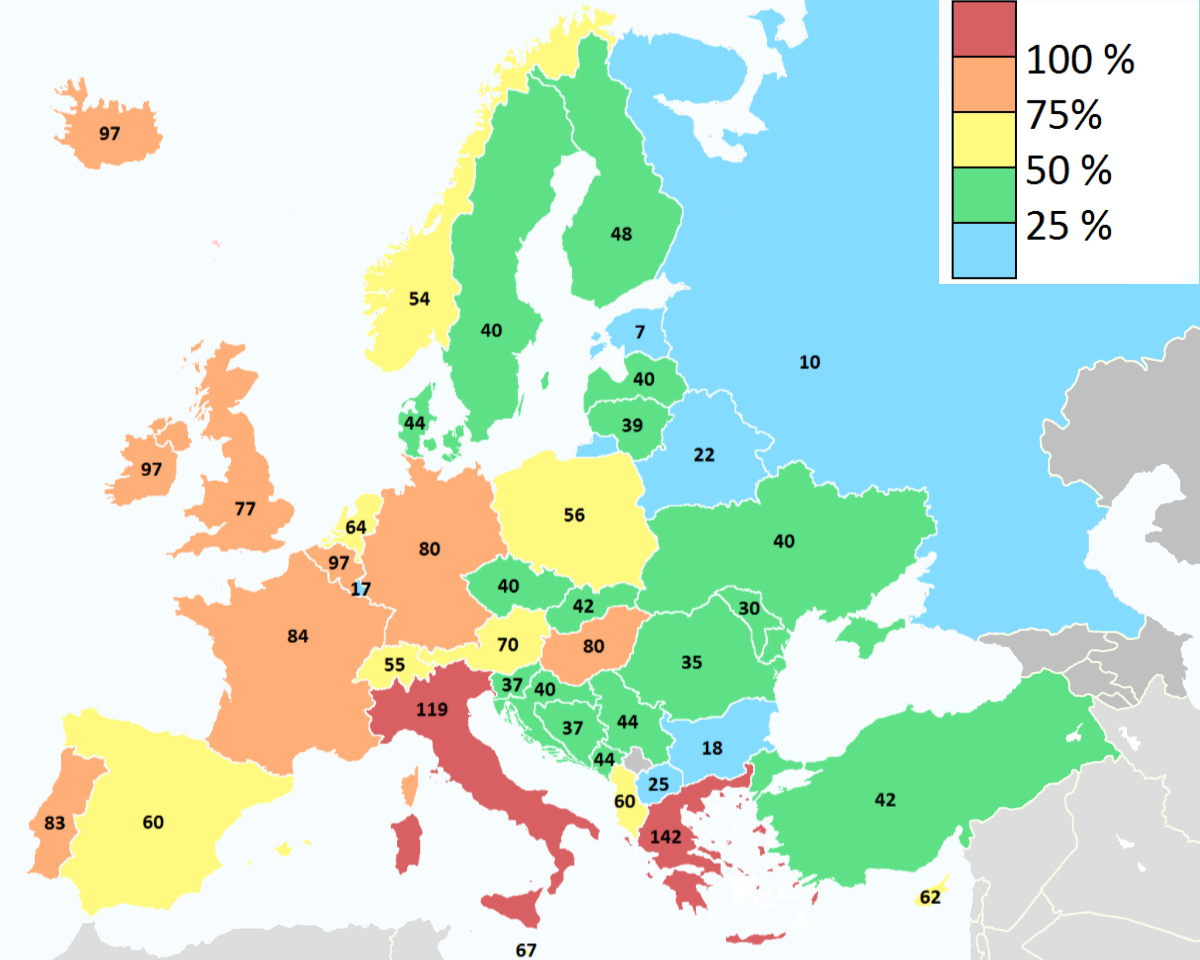
Staatsverschuldung europäischer Länder in % des BIP im Jahr 2010 (laut IWF)

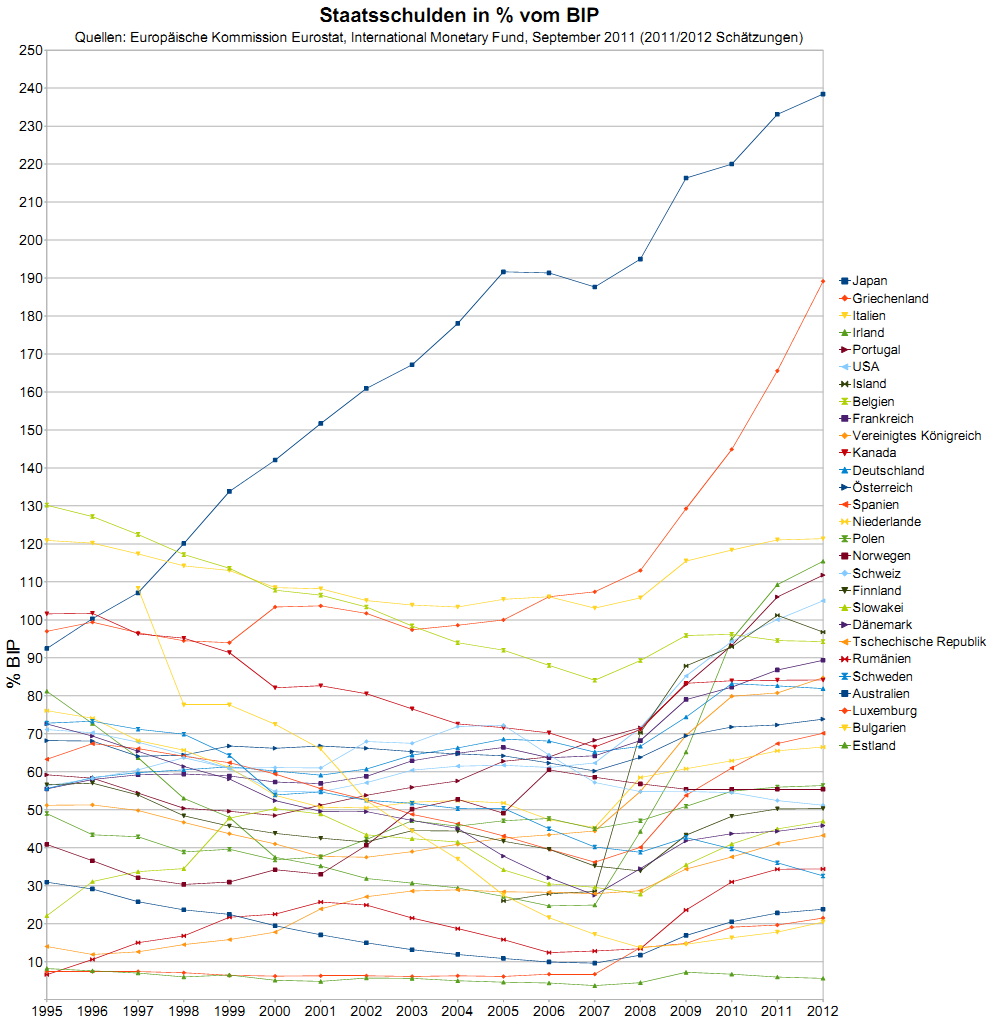
Entwicklung der Schuldenquote einiger Staaten in % des BIP

Um die Staatsverschuldung verschiedener Länder vergleichen zu können, muss berücksichtigt werden, dass die Volkswirtschaften unterschiedlich groß sind. Deshalb setzt man die Gesamtverschuldung in Bezug zum Bruttoinlandsprodukt (BIP). Beispiel: Deutschlands Staatsverschuldung betrug Ende 2018 rund 61 % des BIP, die Quote Österreichs lag bei knapp 74 %.
Nach Angaben des Internationalen Währungsfonds vom September 2011 lag bei 46 von 171 Ländern die Schuldenquote über der Grenze von 60 % vom BIP (Maastrichtkriterien), unterhalb derer im Allgemeinen die Staatsschulden als unkritisch gelten. Bei 13 Ländern davon lag sie sogar über 100 %. Bei der Hälfte der 171 vom Internationalen Währungsfonds gelisteten Länder lag die Schuldenquote bei unter 44 %.
Während in den Jahren von 2000 bis 2007 in 91 Ländern die Schuldenquote reduziert werden konnte, stieg sie in 24 Ländern an, in 30 Ländern blieb sie etwa gleich (weniger als fünf Prozentpunkte Veränderung). Von 2007 bis 2011 stieg die Schuldenquote weltweit dagegen in 83 Ländern an, während sie in 39 Ländern reduziert werden konnte und in 48 Ländern etwa gleich blieb. Diese Unterschiede in der Schuldenentwicklung lassen sich auf die Finanzkrise ab 2007 und die anschließende Eurokrise zurückführen, von denen weltweit viele Länder direkt oder indirekt betroffen sind.

### Staatsverschuldung in Industrieländern
Die Phase des Wirtschaftswachstums vom Ende des Zweiten Weltkrieges bis Anfang der 1970er-Jahre ermöglichte den meisten Industrieländern einen Schuldenabbau. Danach stieg die Verschuldung in fast allen OECD-Ländern bis 1996 rasant an; danach sank sie wieder leicht. Wichtigster Grund für den starken Anstieg deutscher Staatsschulden in den 1990er Jahren war die Wiedervereinigung. Der Durchschnitt der OECD-Staaten lag 2001 bei 64,6 % (bei starken Unterschieden: Australien 20,9 %, Japan 132,6 %, Deutschland 60,2 % nach OECD-Kriterien). Die Finanzkrise ab 2007 hat die Verschuldung in den Euro-Ländern im Schnitt auf knapp 85 Prozent des BIP in die Höhe getrieben (vor der Krise: 70 Prozent).
Zur Staatsverschuldung gibt es aus verschiedenen Quellen leicht variierende Angaben. Die folgende Tabelle gibt die Aufstellung der Wirtschaftskammer Österreich (Stand März 2024 und Quelle EU-Kommission, OECD) wieder. Kursive Zahlenangaben sind Prognosen oder vorläufige Daten.

Eurozone (19)
Europäische Union (28), aber nicht Eurozone (19)
nicht Europäische Union (28)

>90 % >60 % >30 % ≤30 %
| Land                   | Durchschnitt 2000–2009 | Durchschnitt 2010–2019 | 2000  | 2005  | 2010  | 2015  | 2020  | 2021  | 2022  | 2023* | 2024* | 2025* |
| ---------------------- | ---------------------- | ---------------------- | ----- | ----- | ----- | ----- | ----- | ----- | ----- | ----- | ----- | ----- |
| Belgien                | 98,9                   | 103,1                  | 109,6 | 95,1  | 100,3 | 105,2 | 111,8 | 108,0 | 104,3 | 106,3 | 106,4 | 107,3 |
| Deutschland            | 64,4                   | 72,3                   | 59,3  | 67,5  | 82,0  | 71,9  | 68,8  | 69,0  | 66,1  | 64,8  | 63,6  | 62,7  |
| Estland                | 5,1                    | 8,9                    | 5,1   | 4,7   | 6,7   | 10,1  | 18,6  | 17,8  | 18,5  | 19,2  | 20,5  | 23,2  |
| Finnland               | 41,8                   | 61,7                   | 45,1  | 42,1  | 50,1  | 68,3  | 74,7  | 72,5  | 73,3  | 74,3  | 76,9  | 79,1  |
| Frankreich             | 65,6                   | 93,9                   | 58,9  | 67,4  | 85,3  | 95,6  | 114,6 | 112,9 | 111,8 | 109,6 | 109,5 | 110,0 |
| Griechenland           | 107,1                  | 174,7                  | 104,9 | 107,4 | 147,5 | 176,7 | 207,0 | 195,0 | 172,6 | 160,9 | 151,9 | 147,9 |
| Irland                 | 33,7                   | 87,9                   | 36,4  | 26,1  | 86,2  | 76,5  | 58,1  | 54,4  | 44,4  | 43,0  | 41,4  | 40,2  |
| Italien                | 107,5                  | 130,6                  | 109,0 | 106,6 | 119,2 | 135,3 | 154,9 | 147,1 | 141,7 | 139,8 | 140,6 | 140,9 |
| Kroatien               | 39,0                   | 73,6                   | 35,4  | 40,9  | 57,0  | 83,0  | 86,8  | 78,1  | 68,2  | 60,8  | 58,8  | 58,2  |
| Lettland               | 15,3                   | 40,7                   | 12,1  | 11,9  | 47,6  | 37,0  | 42,2  | 44,0  | 41,0  | 41,7  | 42,3  | 43,2  |
| Litauen                | 20,1                   | 38,3                   | 23,5  | 17,6  | 36,2  | 42,5  | 46,2  | 43,4  | 38,1  | 37,3  | 38,3  | 39,0  |
| Luxemburg              | 9,2                    | 20,8                   | 7,5   | 8,0   | 19,1  | 21,1  | 24,6  | 24,5  | 24,7  | 26,8  | 28,7  | 29,3  |
| Malta                  | 65,3                   | 57,3                   | 60,7  | 69,9  | 65,5  | 56,2  | 52,2  | 54,0  | 52,3  | 53,3  | 55,8  | 57,2  |
| Niederlande            | 50,0                   | 60,7                   | 52,2  | 49,8  | 59,3  | 64,6  | 54,7  | 51,7  | 50,1  | 47,1  | 46,6  | 46,8  |
| Österreich             | 68,0                   | 80,3                   | 66,1  | 68,6  | 82,7  | 84,9  | 83,0  | 82,5  | 78,4  | 76,3  | 75,6  | 74,8  |
| Portugal               | 68,5                   | 123,5                  | 54,2  | 72,2  | 100,2 | 131,2 | 134,9 | 124,5 | 112,4 | 103,4 | 100,3 | 97,2  |
| Slowakei               | 39,3                   | 49,6                   | 50,5  | 34,7  | 40,6  | 51,7  | 58,9  | 61,1  | 57,8  | 56,7  | 59,9  | 62,9  |
| Slowenien              | 26,5                   | 65,9                   | 25,9  | 26,4  | 38,3  | 82,6  | 79,6  | 74,4  | 72,3  | 69,3  | 68,4  | 67,9  |
| Spanien                | 46,6                   | 93,2                   | 57,8  | 42,4  | 60,5  | 103,3 | 120,3 | 116,8 | 111,6 | 107,5 | 106,5 | 106,5 |
| Zypern                 | 57,9                   | 91,0                   | 55,7  | 63,4  | 56,3  | 107,5 | 114,9 | 99,3  | 85,6  | 78,4  | 71,5  | 66,3  |
| Eurozone (20)          | 69,8                   | 90,8                   | 69,0  | 70,3  | 85,8  | 93,4  | 99,1  | 96,5  | 92,5  | 90,4  | 89,7  | 89,5  |
| Bulgarien              | 35,6                   | 21,3                   | 70,7  | 26,6  | 15,3  | 25,9  | 24,6  | 23,9  | 22,6  | 23,5  | 24,3  | 26,1  |
| Dänemark               | 41,0                   | 40,2                   | 52,4  | 37,4  | 42,6  | 39,8  | 42,3  | 36,0  | 29,8  | 30,3  | 28,4  | 27,2  |
| Polen                  | 44,2                   | 52,3                   | 36,4  | 46,6  | 54,0  | 51,3  | 57,2  | 53,6  | 49,3  | 50,9  | 54,4  | 56,2  |
| Rumänien               | 18,9                   | 35,4                   | 22,5  | 15,9  | 29,0  | 37,8  | 46,8  | 48,5  | 47,2  | 47,9  | 48,9  | 50,5  |
| Schweden               | 45,9                   | 40,0                   | 50,3  | 48,7  | 38,1  | 43,7  | 39,9  | 36,5  | 32,9  | 30,4  | 30,1  | 29,6  |
| Tschechien             | 26,6                   | 38,0                   | 17,0  | 27,7  | 37,1  | 39,7  | 37,7  | 42,0  | 44,2  | 44,7  | 45,5  | 45,5  |
| Ungarn                 | 62,1                   | 74,9                   | 55,7  | 60,5  | 80,0  | 75,8  | 79,3  | 76,7  | 73,9  | 69,9  | 71,7  | 70,3  |
| Europäische Union (27) | 66,6                   | 84,5                   | 66,4  | 67,1  | 80,6  | 87,0  | 91,7  | 88,9  | 84,8  | 83,1  | 82,7  | 82,5  |
| Albanien               | .                      | 66,4                   | .     | .     | 57,7  | 72,7  | 74,3  | 74,5  | 64,6  | 62,5  | 61,2  | 60,9  |
| Island                 | 85,4                   | 102,4                  | 75,8  | 68,9  | 133,1 | 97,3  | 77,7  | 75,4  | 68,2  | 61,8  | 58,7  | 56,1  |
| Montenegro             | .                      | 59,8                   | .     | 38,2  | 40,7  | 66,2  | 105,3 | 82,5  | 69,5  | 61,0  | 63,5  | 61,2  |
| Nordmazedonien         | 33,7                   | 35,6                   | 45,6  | 36,7  | 24,1  | 38,1  | 50,8  | 52,0  | 50,9  | 51,0  | 51,7  | 51,1  |
| Norwegen               | 40,6                   | 34,7                   | 28,5  | 41,6  | 42,5  | 33,2  | 45,2  | 42,5  | 37,4  | 36,4  | 35,0  | 32,2  |
| Schweiz                | 52,1                   | 42,4                   | 53,9  | 55,7  | 43,1  | 43,0  | 43,9  | 41,5  | 37,7  | 37,0  | 36,6  | 36,4  |
| Serbien                | 227,7                  | .                      | 707,4 | 178,8 | 39,5  | .     | 57,8  | 57,1  | 55,6  | 52,2  | 51,2  | 50,1  |
| Türkei                 | 53,4                   | 31,5                   | 51,3  | 50,3  | 39,8  | 27,4  | 39,6  | 41,7  | 31,7  | 32,0  | 33,0  | 32,8  |
| Vereinigtes Königreich | 42,7                   | 84,9                   | 37,7  | 41,0  | 75,9  | 87,9  | 105,8 | 105,3 | 100,4 | 97,4  | 96,5  | 96,5  |
| Vereinigte Staaten     | 64,0                   | 102,6                  | 55,2  | 62,7  | 93,2  | 103,4 | 130,1 | 125,5 | 122,0 | 122,5 | 125,0 | 127,4 |
| Japan                  | 166,5                  | 227,5                  | 135,6 | 174,6 | 205,9 | 228,3 | 258,6 | 255,1 | 257,7 | 251,7 | 250,8 | 250,0 |

* Prognose bzw. vorläufige Werte

### Haushaltsdefizit in Industrieländern
Die Verschuldung des Gesamtstaates wird in der Regel durch Defizite in den öffentlichen Haushalten verursacht. Die folgende Tabelle gibt die eine Aufstellung der Wirtschaftskammer Österreich (Stand März 2024, Quelle EU-Kommission) wieder. Kursive Zahlenangaben sind Prognosen oder vorläufige Daten.
Seit dem Beginn der Covid-19-Pandemie haben viele Industrieländer ihre 2020 Staatsverschuldung deutlich erhöht.
Eurozone (20)
Europäische Union (28), aber nicht Eurozone (20)
nicht Europäische Union (28)

mehr als -3,0 % bis -3,0 % bis -1,5 % ≥0 % (kein Defizit)
| Land                   | 2015 | 2016 | 2017 | 2018 | 2019 | 2020  | 2021  | 2022 | 2023* | 2024* | 2025* |
| ---------------------- | ---- | ---- | ---- | ---- | ---- | ----- | ----- | ---- | ----- | ----- | ----- |
| Belgien                | −2,4 | −2,4 | −0,7 | −0,9 | −2,0 | −8,9  | −5,4  | −3,5 | −4,9  | −4,9  | −5,0  |
| Bulgarien              | −1,9 | +0,3 | +1,6 | +1,7 | +2,1 | −3,8  | −4,0  | −2,9 | −3,0  | −3,0  | −3,2  |
| Dänemark               | −1,3 | −0,1 | +1,8 | +0,8 | +4,1 | +0,4  | +4,1  | +3,3 | +2,6  | +1,8  | +1,2  |
| Deutschland            | +1,0 | +1,2 | +1,3 | +1,9 | +1,5 | −4,3  | −3,6  | −2,5 | −2,2  | −1,6  | −1,3  |
| Estland                | +0,1 | −0,4 | −0,5 | −0,6 | +0,1 | −5,4  | −2,5  | −1,0 | −2,9  | −2,4  | −3,6  |
| Finnland               | −2,4 | −1,7 | −0,7 | −0,9 | −0,9 | −5,6  | −2,8  | −0,8 | −2,4  | −3,2  | −3,4  |
| Frankreich             | −3,6 | −3,6 | −3,0 | −2,3 | −3,1 | −9,0  | −6,5  | −4,8 | −4,8  | −4,4  | −4,3  |
| Griechenland           | −5,9 | +0,2 | +0,8 | +0,9 | +0,9 | −9,7  | −7,0  | −2,4 | −2,3  | −0,9  | −0,8  |
| Irland                 | −2,0 | −0,8 | −0,3 | +0,1 | +0,5 | −5,0  | −1,5  | +1,7 | +0,9  | +0,6  | +1,0  |
| Italien                | −2,6 | −2,4 | −2,4 | −2,2 | −1,5 | −9,6  | −8,8  | −8,0 | −5,3  | −4,4  | −4,3  |
| Kroatien               | −3,5 | −1,0 | +0,6 | −0,1 | +0,2 | −7,3  | −2,5  | +0,1 | −0,1  | −1,8  | −1,8  |
| Lettland               | −1,5 | 0,0  | −0,3 | −0,7 | −0,5 | −4,5  | −7,2  | −4,6 | −3,2  | −3,1  | −3,1  |
| Litauen                | −0,3 | +0,3 | +0,4 | +0,5 | +0,5 | −6,5  | −1,1  | −0,7 | −1,6  | −2,3  | −2,1  |
| Luxemburg              | +1,3 | +1,9 | +1,4 | +3,0 | +2,2 | −3,4  | +0,6  | −0,3 | −1,9  | −2,1  | −1,0  |
| Malta                  | −0,9 | +1,1 | +3,3 | +2,0 | +0,5 | −9,6  | −7,5  | −5,7 | −5,1  | −4,6  | −4,1  |
| Niederlande            | −1,9 | +0,1 | +1,4 | +1,5 | +1,8 | −3,7  | −2,2  | −0,1 | −0,5  | −1,8  | −2,0  |
| Österreich             | −1,0 | −1,5 | −0,8 | +0,2 | +0,6 | −8,0  | −5,8  | −3,5 | −2,6  | −2,4  | −2,2  |
| Polen                  | −2,6 | −2,4 | −1,5 | −0,2 | −0,7 | −6,9  | −1,8  | −3,7 | −5,8  | −4,6  | −3,9  |
| Portugal               | −4,4 | −1,9 | −3,0 | −0,3 | +0,1 | −5,8  | −2,9  | −0,3 | +0,8  | +0,1  | 0,0   |
| Rumänien               | −0,5 | −2,5 | −2,5 | −2,8 | −4,3 | −9,3  | −7,2  | −6,3 | −6,3  | −5,3  | −5,1  |
| Schweden               | 0,0  | +1,0 | +1,4 | +0,8 | +0,5 | −2,8  | 0,0   | +1,1 | −0,2  | −0,7  | −0,6  |
| Slowakei               | −2,7 | −2,6 | −1,0 | −1,0 | −1,2 | −5,4  | −5,2  | −2,0 | −5,7  | −6,5  | −6,8  |
| Slowenien              | −2,8 | −1,9 | −0,1 | +0,7 | +0,7 | −7,6  | −4,6  | −3,0 | −3,7  | −3,3  | −2,9  |
| Spanien                | −5,3 | −4,3 | −3,1 | −2,6 | −3,1 | −10,1 | −6,7  | −4,7 | −4,1  | −3,2  | −3,4  |
| Tschechien             | −0,6 | +0,7 | +1,5 | +0,9 | +0,3 | −5,8  | −5,1  | −3,2 | −3,8  | −2,4  | −1,8  |
| Ungarn                 | −2,0 | −1,8 | −2,5 | −2,1 | −2,0 | −7,6  | −7,2  | −6,2 | −5,8  | −4,3  | −3,8  |
| Zypern                 | −0,9 | +0,3 | +1,9 | −3,6 | +0,9 | −5,7  | −1,9  | +2,4 | +2,3  | +2,1  | +2,5  |
| Eurozone (20)          | −2,0 | −1,5 | −0,9 | −0,4 | −0,6 | −7,1  | −5,2  | −3,6 | −3,2  | −2,8  | −2,7  |
| Europäische Union (27) | −1,9 | −1,4 | −0,8 | −0,4 | −0,5 | −6,7  | −4,7  | −3,3 | −3,2  | −2,8  | −2,7  |
| Vereinigtes Königreich | −4,6 | −3,3 | −2,5 | −2,2 | −2,5 | −13,0 | −7,9  | −4,6 | −3,7  | −2,9  | −2,9  |
| Vereinigte Staaten     | −4,6 | −5,4 | −4,4 | −6,1 | −6,6 | −14,7 | −11,9 | −3,8 | −8,0  | −7,5  | −7,4  |
| Japan                  | −3,7 | −3,6 | −3,1 | −2,5 | −3,0 | −9,1  | −6,2  | −7,1 | −6,6  | −5,3  | −4,1  |

* Prognose bzw. vorläufige Werte

### Staatsverschuldung und Ratings
Die Rückzahlungswahrscheinlichkeit der umlaufenden Staatsanleihen eines Landes kommt in dessen Bonität oder Kreditwürdigkeit zum Ausdruck. Bei hoher Staatsverschuldung kann die Rückzahlungswahrscheinlichkeit sinken. Zur Einstufung der Verschuldung eines Staates als relativ hoch oder niedrig gibt es mehrere Schuldenkennzahlen. Eine Reihe entwickelter Länder wird von den privaten internationalen Rating-Agenturen als sehr kreditwürdig eingestuft, weil ihre im Bruttosozialprodukt ausgedrückte Wirtschaftsleistung als schuldenadäquat angesehen wird. Einige Industrieländer erhalten deshalb für ihre Staatsanleihen von den Rating-Agenturen den höchstmöglichen Ratingcode Aaa (Moody’s), AAA (Standard & Poor’s) und AAA (Fitch Ratings). Aber auch hier können wegen teilweise exzessiver Schuldenpolitik und möglicherweise weniger dynamisch verlaufender Wirtschaftsleistung Herabstufungen des Ratings drohen.
Dabei wird insbesondere die Schuldentragfähigkeit untersucht, die die Schulden in Relation zum Bruttoinlandsprodukt oder den Staatseinnahmen sieht. Schuldentragfähigkeit ist gerade noch vorhanden, wenn folgende Kriterien nachgewiesen werden können:
- Schuldenquote unter 200 – 250 % der Staatseinnahmen bei Barwertkalkulation (Net Present Value, NPV),
- Schuldendienstdeckungsgrad unter 20–25 % der Staatseinnahmen.[65]

Für Entwicklungsländer wird die Schuldenaufnahme zusätzlich zur tendenziell geringeren Bonität noch durch das Problem des Original Sin erschwert.